# Gottlob Frisch
Gottlob Frisch (ur. 1891, data śmierci nieznana) – zbrodniarz nazistowski, członek załogi niemieckiego obozu koncentracyjnego Mauthausen-Gusen. SS-Oberscharführer.
W czasie II wojny światowej pełnił służbę jako dowódca oddziałów wartowniczych w St. Lambrecht - podobozie KL Mauthausen-Gusen. W procesie załogi Dachau (US vs. Gottlob Frisch), który miał miejsce w dniu 26 czerwca 1947 przed Amerykańskim Trybunałem Wojskowym w Dachau skazany został początkowo na 5 lat pozbawienia wolności za bicie więźniów. Wyrok unieważniono 19 stycznia 1948, uznając, iż sprawa nie należała do właściwości Trybunału, gdyż St. Lambrecht był podobozem KL Mauthausen, a nie KL Dachau.